# Karang Endah (Kepahiang)
Karang Endah is een bestuurslaag in het regentschap Kepahiang van de provincie Bengkulu, Indonesië. Karang Endah telt 256 inwoners (volkstelling 2010).